# Antoine-François de Bliterswijk de Montcley
Antoine-François de Bliterswick de Montcley, ou de Bitterswich de Moncley, est un ecclésiastique français. 
Il fut successivement évêque d'Autun de 1721 (mais ne fut ordonné seulement en 1723) jusqu'à 1732 pour devenir archevêque de Besançon jusqu'à sa mort en 1734.